# Армич
Армич — река в России, протекает по Томской области. Устье реки находится в 107 км по левому берегу реки Чузик. Длина реки составляет 103 км, площадь водосборного бассейна 1000 км². Притоки — Чульга и Екра. Высота устья — 68 м над уровнем моря.

## Данные водного реестра
По данным государственного водного реестра России относится к Верхнеобскому бассейновому округу, водохозяйственный участок реки — Обь от впадения реки Кеть до впадения реки Васюган, речной подбассейн реки — Кеть. Речной бассейн реки — (Верхняя) Обь до впадения Иртыша.